# Kåmejnis kallsonger
Kåmejnis Kallsonger var ett punkband från Växjö. De spelade tillsammans mellan 1977 och 1982. Från början kallade de sig Zlem (eller Slem) men bytte 1980 namn till Kåmejnis Kallsonger. Bandet var inspirerat av engelska punken med band som Sex Pistols och 999. Våren 1981 gav bandet ut en EP med titeln ExtasRock. Skivan spelades in i Speldosan studio i Ödetofta och innehåller fyra låtar plus ett bonusspår. 
ExtasRock gavs ut i 500 exemplar och har i dag högt värde bland samlare. I Peter Janderus bok "The Encyclopedia of Swedish Punk" anges EP:ns värde som 5 på en 10-gradig skala, där 10 innebär en extrem raritet med mycket högt värde.
Gruppen var Växjös första punkband och förutom egna spelningar var de förband till Ebba Grön, Dag Vag och Nationalteatern. Medlemmar var Johan Wetterberg (Johan Oliv) som sjöng och spelade bas, Per-Ola Evaldsson (Per Capita) sång, orgel och gitarr, Jonas Nilsson (Jonas Volta) sång och gitarr, samt trummisen Håkan Bohlin (Malte Metronome).

## Diskografi

### ExtasRock (1981)
1. Kriget
2. Kärnkraften
3. Gammal och ful
4. (En dag) hos tandläkaren